# 湯川篤毅
湯川 篤毅（ゆかわ あつき、1973年6月24日 - ）は、テレビCM、ミュージック・ビデオ、映画などを手がける日本の映像プロデューサー。ロックンロール・ジャパン株式会社取締役。

## 来歴
1973年、神奈川県横浜市に生まれる。
1998年、CM制作会社・株式会社ピクチャーズに就職。プロダクションマネージャーとして数々のCMを制作。ここで人生の師となる信藤三雄氏と出会いミュージック・ビデオのプロデュースを始める。浅井健一、松任谷由実、CHARA、野宮真貴、井上陽水、MISIA、ASKA、元ちとせ、BOOM BOOM SATELLITESなどのミュージックビデオを制作。
2005年「ほっとけない世界のまずしさ」キャンペーン（ホワイトバンド・プロジェクト）の映像プロデュースを手がける。それをきっかけにエイズ撲滅を支援するプロダクト・レッド、脱原発をめざすクリエイター集団「The Maskz（ザ・マスクズ）」への参加など社会貢献活動プロジェクトに積極的に参加。
2006年夏、初の劇場長編映画『男はソレを我慢できない』をプロデュース。
2008年8月、ロックンロール・ジャパン株式会社を立ち上げる。この年立ち上げた相模ゴム工業のキャンペーンLOVE DISTANCEが世界三大広告祭である、カンヌライオンズで日本13年ぶりとなるFILM部門でGOLDを受賞。翌年ACCベストプロデューサーオブザイヤーを受賞。
2011年、窪塚洋介主演の映画『UGLY』をプロデュース。WEB上にオンライン劇場「theatre tokyo」を設立。投げ銭で映画の価値を観客が決めるという日本初の試みを実施。
同年8月11日、津波に飲まれた被災地11市町村で同時に鎮魂と復興の祈りを込めた花火LIGHT UP NIPPONを立ち上げ、クリエィティブディレクション・総合プロデュースを担当。翌年花火の打ち上げまでの900時間を超える記録素材をまとめ、映画LIGHT UP NIPPONを制作。監督は柿本ケンサク、音楽は坂本龍一・コトリンゴが担当。黒木瞳がナレーションを担当した。上映と同時に劇場でDVDを発売。
2018年沖縄に「MOIAUSSIBE（もーあしびー）」を設立。信藤三雄とともに親交あるアーティストを講師として招聘するフリースクールを開講。翌年、沖縄テレビ (OTV) にて、「モーアシビーTV」を製作。総合プロデュース・演出を務める。野性爆弾くっきー！・ガリットチュウ福島善成が沖縄のアート・伝統などを紹介する最大視聴率14.4%の人気番組となった。

## 受賞歴
- 2009年
  - JAPAN MEDIA ARTS FESTIVAL ENTERTAINMENT (Excellence Prize)
  - CANNENS LIONS (FILM/PR Gold)
  - ONE SHOW INTERACTIVE MICROSITE (Campaign Bronze)
  - ADFEST CYBER (GRAND-PRIX)
  - TIAA INTEGRETED Campaign Cross Media (Silver)
  - TIAA WEB Site Campaign Site (bronze)
  - London International Digital (Gold)
  - ACC CM FESTIVAL (3rd Prize)
  - ACC Best Producer Of The Year
  - D&AD awards：yellow pencil
  - JAPAN ROMANCE AWARD  ROMANCE COMPANY PRIZE
  - TIAA WEB Site (Product Site Bronze)
  - ADFEST CYBER (Gold)
  - CANNES Cyber (Silver)
- 2010年
  - The CLIO Awards Interactive (Bronze)
  - TIAA Interactive (Bronze)
  - ACC CM FESTIVAL Radio CM (GRAND-PRIX)
  - ADFEST Direct (Bronze)
  - The CLIO Awards Content&Contact (Bronze)
  - AD STARS Interactive (Bronze)
- 2011年
  - TIAA Best Use Of Media (Silver)
- 2016年
  - CANNENS LIONS FILM (Bronze)
  - D&AD BRANDING Yellow Pencil
  - ONE SHOW (Silver)
  - CLIO AWARD (Silver)
  - ACC CM FESTIVAL Interactive (Silver)
  - RED DOT AWARD Design Winner